# Martín Ricca
Martín Alejandro Ricca Peirone (Río Cuarto, 17 dicembre 1985) è un attore e cantante pop argentino naturalizzato messicano.

## Biografia
Nasce nel 1985,  nella città di Rio Cuarto in Argentina, provincia di Córdoba.
Nel 1998,  giunge in Messico grazie al contributo del produttore e registra del suo primo album, Adrian, dal titolo in spagnolo, Corazones rotos. Nello stesso anno partecipa alla telenovela El diario de Daniela  con l'attrice Daniela Lujan. Successivamente partecipa alla telenovela Cómplices al rescate, una rielaborazione di Daniela Lujan. Grazie al successo ottenuto con la serie, Ricca partecipa ad un tour del cast in Messico e a Porto Rico.
Martin decide, per un certo tempo, di soggiornare a Porto Rico, dove lancerà una Greatest Hits. Nel 2004 torna in Messico.

## Discografia
Dopo la telenovela e la produzione del primo album, Martin compone i singoli Cuori spezzati e Non mi dire. Nel 1999 registra il suo secondo album dal titolo Sincero, ottenendo contemporaneamente un grande successo con la sua partecipazione alla telenovela per bambini !Amigos por siempre! di Belinda.
Nel 2001, dopo un periodo di pausa, torna con la sua terza produzione, un album autobiografico, dal titolo Martin, con il quale si lascia alle spalle l'immagine dell'infanzia per assumerne una da adolescente, maturazione già messa in evidenza con il suo primo singolo, Amore.
Nello stesso anno, la sua canzone, Amore con Britney Spears ottiene un notevole successo in gran parte dell'America Latina.
Nel 2004, a 18 anni esce con un nuovo album, dal titolo Amore, dove, per la prima volta partecipa alla composizione di una delle tracce, con il tema Dame un beso.
Nel 2005 firma con l'etichetta brasiliana BKG un contratto per la produzione dell'album Ennamorado. Alla fine del 2006 pubblica, sempre con la BKG, l'album Deja que el viento arrastre, una raccolta dell'album precedente, a cui aggiunge due brani inediti e il tema principale della telenovela Complice al rescate.
Nel 2008 torna in Messico, e si unisce al gruppo Il resto di Rio Cuarto, con Paul Luna, ex della Banda XXI. Con loro, nel mese di novembre 2008, realizza un album dal titolo Prima. In seguito pubblicano un secondo album, da titolo Urbano.

### Album da studio

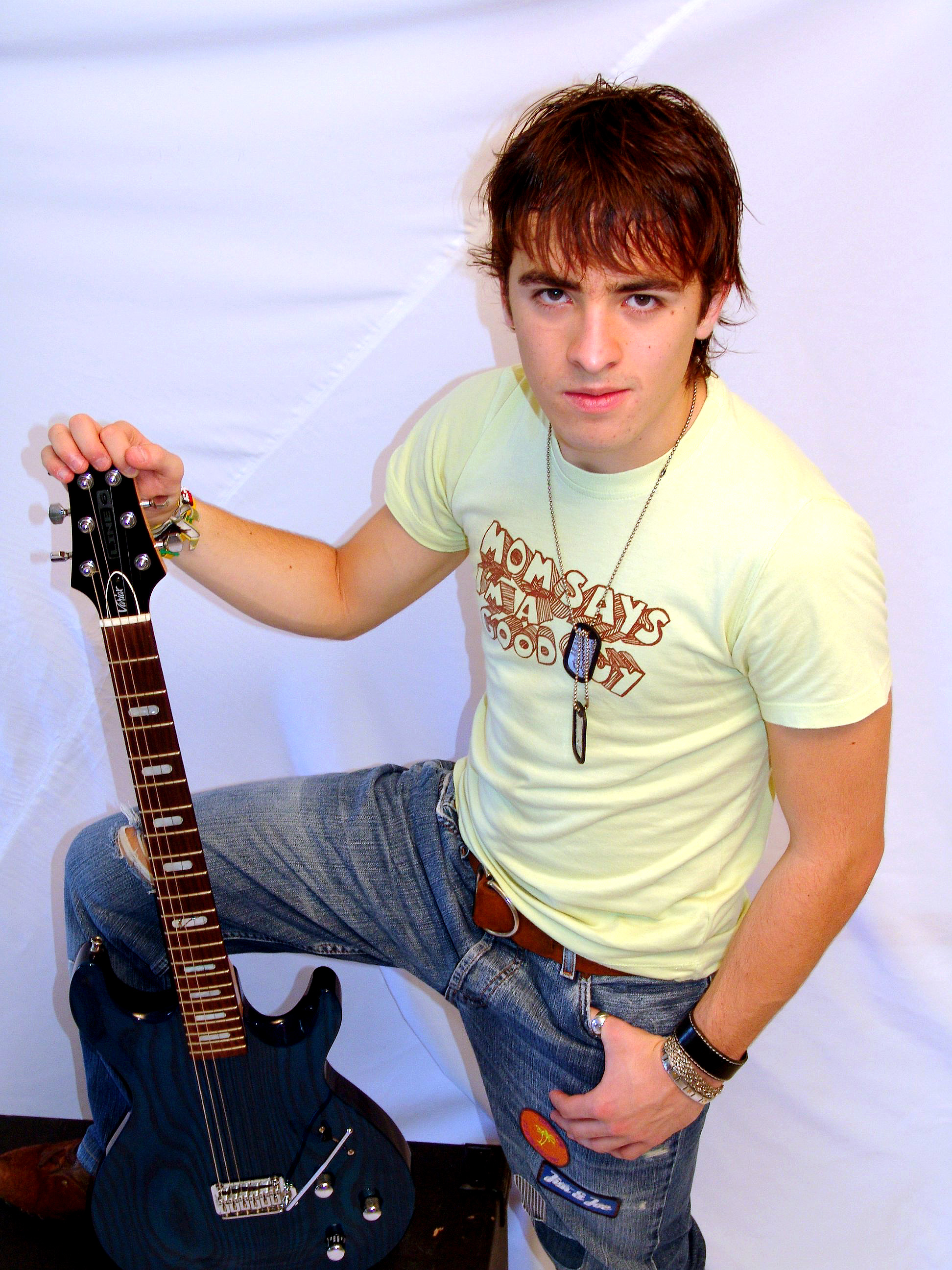
Martín Ricca nel 2006.

da solista:
- 1998: Corazones Rotos
- 1999: Besos
- 2001: Cupido
- 2004: Enamorado
- 2006: Qué el Viento Lleve

con El Resto de Río Cuarto:
- 2008: El Resto
- 2010: Urbano

## Filmografia

### Televisione
- Plaza Sésamo – serie TV (1972)
- El diario de Daniela – serie TV, episodi 1x1 (1998)
- Amigos X siempre – serie TV, episodi 1x1-1x18 (2000)
- Cómplices al rescate – serie TV (2002)
- Teletón – programma TV, episodi 6x1 (2002)
- Papás por conveniencia – serial TV, 30 episodi (2024)